# 얼레이 톰블린
얼 레이 톰블린(Earl Ray Tomblin, 1952년 3월 15일 ~ )는 미국의 정치인이다.

## 학력
- 웨스트버지니아 대학교 이학사
- 마샬 대학교 경영학 석사

## 경력
- 1980.12 ~ 2011.11 제65·66·67·68·69·70·71·72·73·74·75·76·77·78·79·80대 웨스트버지니아주 상원의원
- 1995.01 ~ 2011.11 제49대 웨스트버지니아주 상원의장
- 2011.11 ~ 2017.01 제35대 웨스트버지니아주 주지사

## 역대 선거 결과
| 선거명        | 직책명                          | 대수 | 정당   | 득표율  | 득표수    | 결과 | 당락                       |
| ------------- | ------------------------------- | ---- | ------ | ------- | --------- | ---- | -------------------------- |
| 1980년 선거   | 상원의원 (웨스트버지니아 제7부) | 65대 | 민주당 | 72.04%  | 28,065표  | 1위  | 웨스트버지니아 주의원 당선 |
| 1984년 선거   | 상원의원 (웨스트버지니아 제7부) | 67대 | 민주당 | 74.99%  | 28,297표  | 1위  | 웨스트버지니아 주의원 당선 |
| 1988년 선거   | 상원의원 (웨스트버지니아 제7부) | 69대 | 민주당 | 100.00% | 25,840표  | 1위  | 웨스트버지니아 주의원 당선 |
| 1992년 선거   | 상원의원 (웨스트버지니아 제7부) | 71대 | 민주당 | 100.00% | 26,198표  | 1위  | 웨스트버지니아 주의원 당선 |
| 1996년 선거   | 상원의원 (웨스트버지니아 제7부) | 73대 | 민주당 | 81.45%  | 25,396표  | 1위  | 웨스트버지니아 주의원 당선 |
| 2000년 선거   | 상원의원 (웨스트버지니아 제7부) | 75대 | 민주당 | 100.00% | 26,408표  | 1위  | 웨스트버지니아 주의원 당선 |
| 2004년 선거   | 상원의원 (웨스트버지니아 제7부) | 77대 | 민주당 | 74.48%  | 27,147표  | 1위  | 웨스트버지니아 주의원 당선 |
| 2008년 선거   | 상원의원 (웨스트버지니아 제7부) | 79대 | 민주당 | 73.15%  | 24,010표  | 1위  | 웨스트버지니아 주의원 당선 |
| 2011년 재선거 | 웨스트버지니아 주지사           | 35대 | 민주당 | 49.56%  | 149,202표 | 1위  | 웨스트버지니아 주지사 당선 |
| 2012년 선거   | 웨스트버지니아 주지사           | 35대 | 민주당 | 50.49%  | 335,468표 | 1위  | 웨스트버지니아 주지사 당선 |